# تاد تریج
تاد تریج (انگلیسی: Todd Terje؛ زادهٔ ۱۹۸۱ ) موسیقی‌دان و دی جی اهل نروژ است. وی از سال ۱۹۹۹ میلادی تاکنون مشغول فعالیت بوده‌است.